# Хакас чирі
Хакас чирі (Хакасская земля) — республиканская общественно-политическая газета на хакасском языке, издающаяся в Хакасии. Газета освещает общественно-политические события, происходящие в республике, а также публикует материалы по истории и культуре хакасов. Учредителями газеты являются правительство и Верховный Совет Хакасии.
Газета выходит 2 раза в неделю на 8-12 полосах. Тираж — 3,1 тысяч экземпляров (в 1970-е годы — 6 тысяч). 2 раза в месяц выходит русскоязычное приложение «Страна Хабар».
Газета выходит с 1 июня 1927 года. Первоначально называлась «Хызыл аал» (Красная деревня) и до 1930 года была вкладышем к русскоязычной минусинской газете «Власть труда». Главный редактор газеты с 1939 — с перерывами — до 1974 года — С. К. Добров. С 1959 называлась «Ленин чолы» (Ленинский путь), с 1991 — «Хакас чирі» (Хакасская земля), с 2008 — «Хабар» (Известия, Весть), с 2020 — вновь «Хакас чирі». В 1977 году газета была награждена орденом «Знак Почёта».